# الکساندر پتروویچ (بازیکن فوتبال)
الکساندر پتروویچ (انگلیسی: Aleksandro Petrović؛ زادهٔ ۱۶ مارس ۱۹۸۸) بازیکن فوتبال اهل آلمان است.
از باشگاه‌هایی که در آن بازی کرده‌است می‌توان به باشگاه فوتبال دینامو درسدن اشاره کرد.
وی همچنین در تیم ملی فوتبال جوانان آلمان بازی کرده‌است.